# Egeria (viajera)
Egeria, también llamada Eteria, Ætheria o Etheria, e incluso Arteria o Geria, fue una viajera y escritora hispanorromana del siglo IV, autora de un famoso libro de viajes, el Itinerarium Egeriae / Peregrinatio Aetheriae / Peregrinatio ad Loca Sancta, comúnmente denominado en español Itinerario de Egeria.

## Nombre
Los distintos códices que se conservan de la carta de san Valerio del Bierzo recogen su nombre de diferentes formas: Aetheria, Echeria, Etheria, Heteria, Eiheriai o Egeria. Férotin se decantó por la opción de Eteria, o Etheria, al igual que autores como Heraeus, Mesiter o García y Villada. En cambio Lambert, Pétré, W. Lindsay o J. F. Montfort propusieron la grafía Egeria, por figurar así en el Liber Glossarum, anónimo del año 750, en los catálogos de la Biblioteca de San Marcial de Limoges (Itinerarium Egerie abbatisse), y en algunas variantes de la carta de San Valerio. Esta última forma (Egeria) se puede considerar la forma más extendida en todas sus referencias, constando esa grafía incluso en una colección de sellos españoles dedicados a este personaje.

## Biografía
Aunque sus datos biográficos son pocos, se estima que posiblemente era natural de la provincia romana de la Gallaecia, en la diócesis de Hispania, e incluso algún autor ha propuesto la posibilidad de que pudiera proceder de la moderna comarca leonesa de El Bierzo, en la Gallaecia interior. La pista que relaciona el origen de Egeria con El Bierzo es que ella escribía a sus hermanas, quienes residían en esta comarca y lugar desde el que iniciaría su viaje. En los trabajos especializados ha sido considerada la posibilidad de su parentesco con Aelia Flacila, primera mujer de Teodosio el Grande. A. Lambert ha avanzado una hipótesis según la cual se trataría de la hermana de Gala, de quien habla San Jerónimo de Estridón como pareja de Prisciliano. Algunos datos sobre los que no parece haber discusión son su ascendencia noble, su posición económica acomodada y su notable cultura. En sus escritos se revela como una mujer de profunda religiosidad pero también, en boca de la propia Egeria, de ilimitada curiosidad.
Visitó los Santos Lugares (Egipto, Palestina, Siria, Mesopotamia, Asia Menor y Constantinopla), en un largo viaje, entre 381 y 384, recogiendo sus impresiones en su libro Itinerarium ad Loca Sancta, libro que tuvo cierta difusión por narrar de forma minuciosa y, sobre todo, animada el viaje. Atravesó el sur de Galia (hoy Francia) y el norte de Italia; cruzó en barco el mar Adriático. Llegó a Constantinopla en el año 381. De ahí partió a Jerusalén y visitó Jericó, Nazaret y Cafarnaúm. Salió de Jerusalén hacia Egipto en 382, visitó Alejandría, Tebas, el mar Rojo y el Sinaí. Visitó luego Antioquía, Edesa, Mesopotamia, el río Éufrates y Siria desde donde regresó vía Constantinopla. No hay constancia de la fecha, el lugar y las circunstancias de su muerte.

## Manuscrito

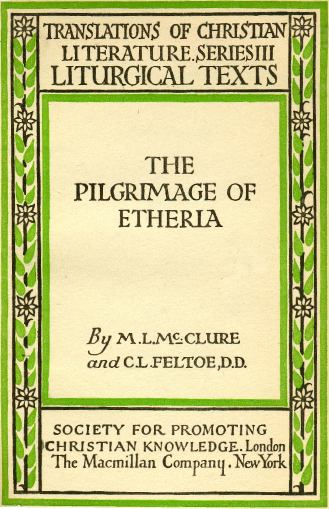
Portada de una traducción al inglés del Viaje de Eteria publicada en 1919

El manuscrito está redactado en latín vulgar, tal como era hablado en la época, lo cual ha sido de gran utilidad para estudiar la transición del latín clásico al tardío. Hasta 1884, la única referencia a esta mujer aparecía en una carta a los monjes de El Bierzo escrita por San Valerio del Bierzo. En ese año Gian Francesco Gamurrini encontró en la Biblioteca de la Cofradía de Santa María de Laicos (Biblioteca Della Confraternità dei Laici) en Arezzo, Etruria, un códice en pergamino de 37 folios, en letra beneventana del siglo XI, dividido en dos partes. La primera contenía un conocido tratado de San Hilario de Poitiers sobre los Misterios y los Himnos. La segunda parte estaba incompleta, sin algunos folios del principio y del final, y por lo tanto sin autoría declarada. Esta parte del códice, que relataba un viaje por Tierra Santa, había sido redactada en el monasterio de Montecassino, y trasladada a Arezzo por Ambrosio Restellini, abad de Montecassino desde 1599 a 1602. Después de ese año ocupó el cargo de abad del monasterio de Santa María de Arezzo. En 1801 Napoleón clausuró este monasterio, trasladándose gran parte de su archivo a la mencionada Cofradía de los Laicos. Hoy día el manuscrito se conserva en el museo de la ciudad de Arezzo.
Gamurrini atribuyó el relato a Silvia de Aquitania, hermana de Rufino de Aquitania, mencionada por Paladio en su Historia Lausíaca, de quién se conocía una peregrinación similar a la relatada por Constantinopla, Egipto y Jerusalén. Durante casi veinte años se barajó la hipótesis de Silvia, o Silvina como autora del texto, hasta que en 1903 Marius Férotin publicó un estudio en la Revista de Cuestiones Históricas atribuyendo el mismo a la virgen española Egeria. De esta monja hablaba San Valerio en la carta mencionada más arriba, y haciendo un resumen de su viaje que coincide en muchos puntos con el viaje relatado por el manuscrito de Arezzo: fecha, punto de partida, «de la costa occidental del Mar Océano», etapas, duración, e incluso en algunos casos San Valerio utiliza idéntico estilo y vocabulario en la descripción del trayecto.
Desde la publicación del artículo de Férotin nadie duda de la autoría de Egeria para el pergamino de Arezzo.
Existe otra referencia que permite rellenar algunas de las lagunas de los primeros folios ausentes del manuscrito: el Liber de locis sanctis de Pedro el Diácono, quien también menciona a la peregrina gallega.

## Viaje

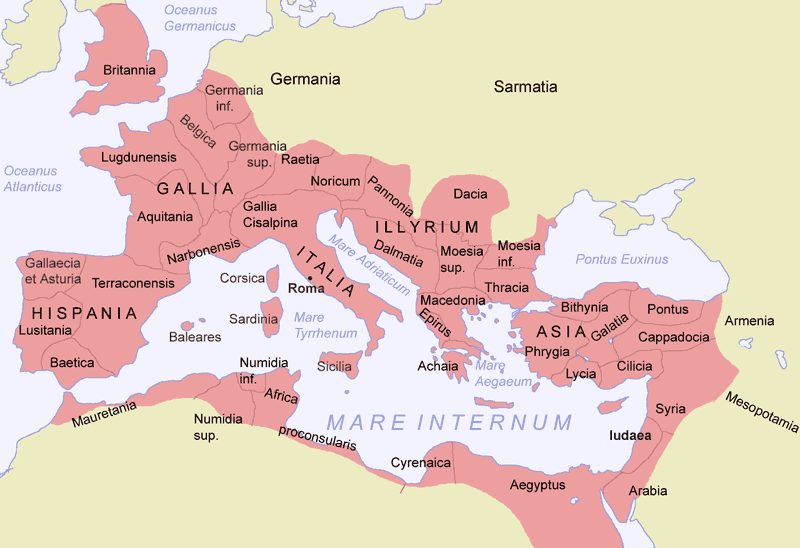
Gracias a la pax romana, una ciudadana del Imperio podía viajar desde Gallaecia hasta Mesopotamia casi sin obstáculos. Esto sucedía entre los años 29 a. C. y 180 d. C.

La narración describe con detalle el modo de viajar a través del cursus publicus romano, la red de vías utilizadas por las legiones en sus desplazamientos (una red de 80.000 km) y las dificultades a superar al transitar por paisajes inhóspitos.  Solía emplear como hospedaje las mansio, o casas de postas, o en otras ocasiones acogiéndose a la hospitalidad de los monasterios implantados en Oriente desde hacía años, pero todavía casi desconocidos para Occidente. Varias menciones a lo largo del manuscrito sugieren la posibilidad de que contara con algún tipo de salvoconducto oficial que le permitió recurrir a protección militar en territorios especialmente peligrosos. El Itinerarium se divide en dos partes: la primera narra el viaje y comienza cuando Egeria está a punto de subir al monte Sinaí, tras haber visitado Jerusalén, Belén, Galilea y Hebrón. Desde ahí se dirige al monte Horeb, y regresa después a Jerusalén atravesando el país de Gesén. Viaja después a Samaria y al Monte Nebo. En este punto se detuvo para escribir: «Y como el camino por donde teníamos que ir era aquel valle de en medio que se extiende a lo largo [...] donde se acomodaron los hijos de Israel mientras Moisés subía al Monte de Dios y bajaba, aquellos santos nos iban mostrando siempre cada uno de los lugares por todo el valle, como cuando vinimos». Cuando se cumplen tres años de su partida vuelve de nuevo a Jerusalén y decide regresar a Gallaecia.
Durante su retorno visita Tarso, se detiene en Edesa, visita Siria y Mesopotamia, y de nuevo a Tarso. Desde ahí pone rumbo a Bitinia y Constantinopla. El diario del viaje termina en ese punto, aunque antes de concluir todavía expresa su deseo de visitar Éfeso. La segunda parte del diario describe la liturgia tal y como se lleva a cabo en Tierra Santa, en oficios de diario, domingo y durante las fiestas de Pascua y Semana Santa.

## Reconocimientos
En julio de 2018 la Asociación Herstóricas. Historia, Mujeres y Género y el Colectivo Autoras de Cómic creó un proyecto de carácter cultural y educativo para visibilizar la aportación histórica de las mujeres en la sociedad y reflexionar sobre su ausencia consistente en un juego de cartas. Una de estas cartas está dedicada a Egeria.